# Femmes, voitures, villas, argent
Mulheres Carros Propriedade Dinheiro é um filme do Níger de 1972 dirigido por Moustapha Alassane.

## Sinopse
Ali é um funcionário modesto, que tem uma vida agradável na cidade. Um dia, ao ser forçado pelos pais a casar-se com uma mulher que não escolheu, entra na espiral “Mulheres (Femmes), Carros (Voitures), Propriedades (Villas), Dinheiro (Argent)”, símbolo do sucesso social no Níger. Ao querer uma vida cada vez mais luxuosa para manter o estatuto que criou, vê-se obrigado a roubar e é preso. Quando todos o abandonam, a primeira mulher mostra-se leal e aguarda que ele seja libertado.
O filme trata da desenfreada procura de bens de consumo pela pequena burguesia nas cidades africanas e marcou, segundo Véronique Cayla, directora do Centre national de la Cinématographie (França), a geração de jovens do Níger, na época. []

## Elenco
- Zingare Abdoulaye
- Sawadogo Bintou
- Sotigui Kouyaté
- Djingareye Maiga
- Zalika Souley

## Prémios
- Prémio OCAM do FESPACO - Festival Panafricano de Ouagadougou, Burkina Faso (1972)